# تپه بالادشته
تپه بالادشته مربوط به عصر مس و سنگ - عصر مفرغ است و در شهرستان چرداول، بخش هلیلان، دهستان هلیلان، ۱۰۰ متری شرق روستای بالادشته واقع شده و این اثر در تاریخ ۲۶ اسفند ۱۳۸۷ با شمارهٔ ثبت ۲۶۰۳۱ به‌عنوان یکی از آثار ملی ایران به ثبت رسیده است.